# Râul Pâclele
Râul Pâclele sau Râul Murătoarea Pâclei este un curs de apă, afluent al râului Buzău. 

## Hărți
- Harta Județului Buzău